# Jackass
Jackass (čita se Džekes) je američka TV serija, prvobitno prikazivana na MTV-ju od 2000. do 2002. godine, u kojoj su prikazivani ljudi koji izvode razne opasne, surove, besmislene i samopovređujuđe trikove i šale. Šou je poslužio kao odskočna daska za televizijsku i glumačku karijeru Džonija Noksvila (Johnny Knoxville) i Bema Magere (Bam Margera). Od 2002. godine MTV-jev poslovni partner korporacija Paramount Pictures producirala je i izbacila dva bioskopska filma, nastavivši franšizu nakon završetka njenog televizijskog prikazivanja. Kao jedna od najpopularnijih MTV-jevih emisija, pokrenula je nekoliko spin-ofova kao što su Viva La Bam, Wildboyz, Homewrecker, Dr. Steve-O i Blastazoid. 

## Spoljašnje veze
- (језик: енглески)
- Архивирано на веб-сајту  (24. јул 2008) (језик: енглески)